# Nicolas Nikolaïevitch de Leuchtenberg (1896-1937)
Pour les articles homonymes, voir Nicolas de Leuchtenberg (homonymie).
Nicolas Nikolaïevitch de Leuchtenberg (en russe : Николай Лейхтенбергский), duc de Leuchtenberg (titre russe) et marquis de La Ferté-Beauharnais (titre français), est né le 8 août 1896 à Gory, près de Novgorod, en Russie, et décédé le 5 mai 1937 à Munich, en Allemagne. Chef de la maison de Beauharnais de 1928 à sa mort, c'est un aristocrate, un militaire et un musicien franco-russe lié au mouvement blanc. 

## Famille
Nicolas de Leuchtenberg est le fils aîné du duc Nicolas Nikolaïevitch de Leuchtenberg (1868-1928) et de son épouse la comtesse Maria Nikolaïevna Grabbe (1869-1948). Par son père, il est donc le petit-fils du prince Nicolas Maximilianovitch de Leuchtenberg (1843-1891) et de son épouse morganatique Nadège Annenkova (ru) (1840-1891), comtesse de Beauharnais. Par sa mère, il descend du comte Nicolas Pavlovitch Grabbe (ru) (1832-1896) et de sa femme la comtesse Alexandra Fiodorovna Orlova-Denisova (1837-1892).
Le 8 septembre 1919, Nicolas épouse, à Novotcherkassk, Olga Fomina (1898-1921). De ce premier mariage, ne naît aucun enfant. Veuf, le prince se remarie, le 3 novembre 1928, à Munich, à Élisabeth Müller-Himmler (1906-1999). De cette seconde union naissent deux enfants :
- Eugénie de Leuchtenberg (1929-2006), duchesse de Leuchtenberg, qui épouse Martin von Bruch (1914-1988) ;
- Nicolas de Leuchtenberg (1933), duc de Leuchtenberg, qui épouse Anne Christine Buegge (1936).

## Biographie
Pendant la Guerre civile russe, le prince Nicolas combat dans les armées blanches sous les ordres du général Anton Dénikine, auquel il sert d'adjudant. Il quitte la Russie par la mer Noire après la défaite des forces anti-bolcheviques et gagne Constantinople où sa première femme, Olga Fomina, épousée en 1919, trouve la mort en 1921.
Après ces événements, Nicolas choisit de s'installer en Bavière, auprès de la famille de son oncle, Georges Nikolaïevitch de Leuchtenberg. C'est là qu'il rencontre sa seconde épouse, l'Allemande Élisabeth Müller-Himmler, en 1928.
Très doué pour la musique, Nicolas gagne sa vie en devenant chef d'orchestre du chœur des Cosaques du Don « Ataman Général Kaledin »,. Il joue ainsi durant les funérailles de l'impératrice douairière Maria Feodorovna (1928) et du grand-duc Nicolas Nikolaïevitch de Russie (1929).
Nicolas meurt à Munich en 1937. Il est enterré dans le cimetière de Seeon, auprès de son frère Maximilien, de son oncle Georges et de l'épouse de celui-ci.